# Ludmiłówka
Ludmiłówka – wieś w Polsce położona w województwie lubelskim, w powiecie kraśnickim, w gminie Dzierzkowice.
| SIMC    | Nazwa       | Rodzaj    |
| ------- | ----------- | --------- |
| 1019898 | Grabowy Las | część wsi |

W latach 1975–1998 miejscowość administracyjnie należała do ówczesnego województwa lubelskiego. 
Wieś stanowi sołectwo w gminie Dzierzkowice. Według Narodowego Spisu Powszechnego (III 2011 r.) wieś liczyła 590 mieszkańców. 
Między listopadem 1942 a lutym 1943 miejscowość ta i jej najbliższa okolica stały się miejscem kaźni około 100 Żydów (głównie kobiet i dzieci), zabitych przez komunistycznych partyzantów z Gwardii Ludowej, pod dowództwem Grzegorza Korczyńskiego (pseud. "Grzegorz"). Zbrodnia miała charakter rabunkowy.
W 1946 odznaczona Orderem Krzyża Grunwaldu III klasy.
Miejscowość należy do Parafii pod wezwaniem św. Stanisława i św. Marii Magdaleny w Dzierzkowicach.
Wyróżnia się też niewielką kolonię wsi nazywaną Ludmiłówka-Kolonia.